# Theodoricus Langius
Theodoricus Langius, ook Theodorus Langius of Dirk De Langhe genoemd (begin 16e eeuw te Enkhuizen – 12 juni 1578 te Leuven) was een geleerde in Oudgrieks. Hij volgde in 1560 Adrien Amerot op als leraar Grieks aan het Drietalencollege (Collegium Trilingue) te Leuven, en werd tegen het einde van zijn leven vaak vervangen door Suffridus Petrus. In 1578 trad Guilielmus Fabius in zijn voetsporen als vierde docent Grieks. Zijn bevlogenheid en zijn lessen Grieks werden geprezen door zijn studenten en andere tijdgenoten.

## Biografie

### Jeugd
Over het leven van Theodoricus Langius is niet veel bekend. Hij werd geboren in de stad Enkhuizen in de huidige Nederlandse provincie Noord-Holland, maar zijn precieze geboortedatum is onbekend. Hij ging naar school in Alkmaar, waar Petrus Nannius – van wie hij later een Bucolicacommentaar postuum zou publiceren – rector was. Hij kwam wellicht in Leuven terecht om er te studeren aan de universiteit, en nam er extra-curriculair lessen Latijn, Grieks en Hebreeuws bij aan het Collegium Trilingue. Zijn lessen Grieks volgde hij bij de eerste professor Oudgrieks van het college, Rutger Rescius.

### Carrière
Na zijn studies gaf hij les in de Latijnse school te Alkmaar, om vervolgens in 1533 gedurende tien jaar Grieks te gaan doceren aan het pas opgerichte college van Guyenne in Bordeaux, waar hij vele geleerden tot zijn vriendenkring kon rekenen. Na zijn Franse periode kwam Langius terug in Leuven terecht, waar hij wellicht privéles gaf en af en toe insprong voor Adrien Amerot (die zichzelf in het Latijn (H)Adrianus Amerotius noemde), de tweede professor Grieks aan het Drietalencollege. Een dagboekfragment van Roger Aschams  van 6 oktober 1550 leert ons dat Langius een les van Amerot overnam over Koning Oedipus, een tragedie van Sophocles, waarin hij een dialoog van 21 verzen las, waarna hij een applaus mocht ontvangen van een publiek dat zo’n tachtigtal studenten telde. Bovendien maakte Adolf van Meetkercke, die omstreeks 1550 studeerde aan het Collegium Trilingue, enkel melding van Langius voor de lessen Grieks. Wellicht reisde zijn voorganger Amerot veel rond.
Na de dood van Amerot in 1560 werd Langius de derde professor Grieks aan het Trilingue, een opdracht die hij met verve vervulde om de studenten zijn passie voor de klassieke talen mee te geven. Er werd over hem gezegd dat hij Grieks op een zeer gevorderd niveau doceerde in de humanistische geest van Girolamo Aleandro (1480-1542) en Desiderius Erasmus (1469-1536). 
Naast het lesgeven legde Langius zich met overgave toe op de studie van klassieke talen. Hoewel hij zich ook bezighield met de studie van het Latijn – getuige hiervan is zijn feedback op Nannius’ handschrift met Miscellanea en de postume uitgave van Nannius’ belangrijke commentaren op Vergilius’ Bucolica – ging zijn voorliefde vooral uit naar het Grieks. Ondanks zijn grote gedrevenheid, is er van zijn geschriften zeer weinig bewaard gebleven. We weten dat hij een handschrift met een tekst van Hesiodus kopieerde, alsook dat één deel van de Collectanea van Cornelius Valerius aan hem toe te schrijven is. Het enige geschrift van zijn hand dat tot ons gekomen is bevat een reeks aantekeningen, bekend onder de titel Theodori Langij Schedia, en wordt heden ten dage bewaard in de universiteitsbibliotheek van Leuven.

### Levenseinde
Naar het einde van zijn leven toe kampte Langius met een zwakke gezondheid: hij werd blind en was niet goed meer te been. Hij kende daarom verschillende vervangers: eerst werd Langius vervangen door Augustinus Hunnaeus van Mechelen, en vervolgens door zijn oud-student Suffridus Petrus van 1574 tot 1575, die eerst zijn colleges over Griekse grammatica en Lucianus overnam. Ten slotte werd Langius vervangen door zijn collega Hebreeuws Petrus Pierius a Smenga, die het levende bewijs was dat de onderlinge scheiding tussen de drie klassieke talen aan het Trilingue durfde te vervagen. In zijn testament doneerde Langius aan het Drietalencollege zijn ruime collectie van boeken en manuscripten, die helaas nagenoeg helemaal verloren gegaan is. Nadat Theodoricus Langius op 12 juni 1578 gestorven was, werd hij opgevolgd door Guilielmus Fabius, de vierde professor Grieks aan het Drietalencollege van 1578 tot 1590.

## Werk
De geschriften van Langius zijn zelf niet tot ons gekomen, met uitzondering van zijn Theodori Langij Schedia. Het is niet helemaal duidelijk waartoe dit aantekeningenboekje precies diende. Het vertoont ook een ietwat warrige structuur van nota’s, wat wijst op het feit dat de oorspronkelijke volgorde van de pagina’s verstoord is. Op de eerste pagina’s staat er een lijst waar bepaalde symbolen (zoals de obelus en astericus) worden geduid, gevolgd door een traktaat over Griekse versmaten. Hieruit blijkt Langius’ grote interesse voor Griekse klinkers, alsook hun juiste uitspraak, accentuatie en prosodie. Zo sprak hij dezelfde klinkers consequent en bewust anders uit in verschillende woorden.  
Vervolgens vinden we aantekeningen die Langius maakte over Euripides’ Iphigeneia in Aulis, wellicht als voorbereiding op zijn lessen. Hij vat er de korte inhoud samen en formuleert er een aantal vragen over het genre van de Griekse tragedie (oorsprong, kenmerken), die hij daarna beantwoordt. Daarna schrijft hij nog over het leven en werk van de auteur, gevolgd door weinig gestructureerde losse notities over de Griekse taal en Griekse persoonlijkheden, wellicht in functie van de lectuur van de tekst. Het laatste deel van het aantekeningenboekje lijkt geschreven te zijn door een ander persoon, te oordelen naar het andere handschrift.

## Receptie
De Engelse schrijver Roger Ascham (1515-1568) laat zich laatdunkend uit over de lessen Grieks van Langius, maar deze houding kan mogelijks toegeschreven worden aan afgunst. Hij verkiest de colleges in zijn eigen land aan te schrijven. 
Zijn plaatsvervanger op het einde van zijn leven, Suffridus Petrus, noemde hem clarissimus Graceae linguae professor (een luisterrijk professor van de Griekse taal). In zijn openingsrede bij zijn colleges over Plutarchus’ De educandis liberis (Over het opvoeden van kinderen) van 16 maart 1575, zegt hij expliciet dat hij veel aan professor Langius te danken heeft. Hier alludeert Suffridus niet alleen op de lessen Grieks die hij bij hem volgde tijdens zijn studentenjaren aan het Collegium Trilingue (vanaf 1547), maar ook op de aanbeveling die Langius geschreven heeft, mede dankzij dewelke hij een leerstoel oude talen verworven had in 1557 aan de universiteit van Erfurt (Duitsland).
Verder loofden verschillende oud-studenten zijn bevlogenheid in de lessen Grieks, zoals te lezen is in brieven van Andreas Schottus (1582) en Pieter van Foreest (1586).

## Verder lezen
- De Vocht, H. (1951-1955). History of the Foundation and the Rise of the Collegium Trilingue Lovaniense. Humanistica Lovaniensia
- Fruytier. (1924). Langius. Nieuw Nederlandsch Biografisch Woordenboek. http://resources.huygens.knaw.nl/retroboeken/nnbw/#source=6&page=458&view=imagePane
- Papy, J. (2017a). Erasmus’ droom: Het Leuvense Collegium Trilingue 1517-1797. Peeters, 353-359
- Papy, J. (2017b). Het Leuvense Collegium Trilingue 1517-1797: Erasmus, humanistische onderwijspraktijk en het nieuwe taleninstituut Latijn-Grieks-Hebreeuws. Peeters, 131-156